# Sozialistische Alternative (SOAL)
Die Sozialistische Alternative (SOAL), bis 1986 Gruppe Revolutionäre Marxisten (GRM), ist die österreichische Sektion der trotzkistischen Vierten Internationale.

## Geschichte der SOAL/GRM
Die GRM entstand im Herbst 1972, als die Minderheit der Hochschulorganisation Marxistisch-Leninistische Studenten (MLS) sich dem Trotzkismus zuwandte und daraufhin ausgeschlossen wurde. Die GRM verstand sich bereits bei der Gründung als österreichische Sektion der Vierten Internationale. Ab März 1973 gab die GRM die vierzehntäglich erscheinende Zeitung Rotfront heraus, ab 1980 die im gleichen Rhythmus erscheinende Zeitschrift die linke, die seit 2006 nur noch im Internet erscheint. Die GRM war in den 1970er Jahren eine der stärksten Organisationen der radikalen Linken in Österreich und zählte um 1979 zirka 90 mehrheitlich studentische Kader-Mitglieder und ein mobilisierbares Umfeld von mehreren Hundert engen Sympathisanten. Nennenswerten Einfluss besaß die GRM/SOAL vor allem an den Universitäten, wo Listen der Organisation bei den Wahlen zur ÖH zeitweise höhere Ergebnisse als der KSV der KPÖ erzielte sowie in den neuen sozialen Bewegungen wie den Bewegungen gegen das Kernkraftwerk Zwentendorf und gegen Neonazis im Hochschulbereich.
Ab Mitte der 1980er Jahre beteiligten sich Mitglieder und Sympathisanten der im Laufe der Jahre schrumpfenden GRM/SOAL an grünen und alternativen Listen, ehemalige Mitglieder der Organisation wie Peter Pilz spielten eine wichtige Rolle bei den österreichischen Grünen. Ähnlich wie in anderen sozialistischen Organisationen der 1970er Jahre waren in der GRM auch später bekannte Schriftsteller und Publizisten wie Raimund Löw, Georg Hoffmann-Ostenhof und Siegfried Mattl Mitglied. Ein weiteres ehemaliges Mitglied der Organisation ist der linke Publizist Robert Misik.
2004 beteiligte sich die SOAL anlässlich der Europawahl 2004 an dem von der KPÖ dominierten Wahlbündnis Die Linke, zog sich aber auf Grund des Verkaufes des Ernst-Kirchweger-Hauses durch die KPÖ im November 2004 aus dem Bündnis zurück. 
Die Schwerpunkte der Organisation liegen in Wien und Graz, früher verfügte die GRM/SOAL auch über Gruppen in Linz, Salzburg und Innsbruck.

## Wahlergebnisse
- Nationalratswahl 1975 – 1024 Stimmen (nur in Wien angetreten)